# Parque natural del Barranco del Río Dulce
El parque natural del Barranco del Río Dulce es un parque natural de la provincia española de Guadalajara, que protege el entorno del cañón del río Dulce. El lugar también está declarado Zona de Especial Conservación (ZEC), Zona de Especial Protección para las Aves (ZEPA) y Lugar de Importancia Comunitaria (LIC) e incluido en la Red Natura 2000. Abarca territorio de los términos municipales de Algora, Mandayona, Mirabueno, Saúca, Sigüenza y Torremocha del Campo.

## Descripción
- Código NATURA 2000:

ZEPA - ES0000166
LIC - ES4240025
- Clima - Mediterráneo continentalizado. (Supramediterráneo).
- Extensión:

ZEPA - 6360,57 ha.
Parque natural - 8347,95 ha.

## Ubicación
Tiene una extensión total de 8347,95 ha, de las cuales 1419,73 ha corresponden al término municipal de Algora, 759,86 ha a Mandayona (Aragosa), 199,12 ha a Mirabueno, 2180,16 ha a Saúca (Jodra del Pinar), 3216,53 ha a Sigüenza (La Cabrera y Pelegrina) y 572,55 ha a Torremocha del Campo. Su altitud mínima es de 888 m y la máxima de 1174 m, con una media de 1075 m sobre el nivel del mar. En lo relativo a sus coordenadas geográficas, su longitud es W 2º 38' 30" y su latitud N 41° 0' 8".

### Geología
El barranco del Dulce es el resultado de la erosión de este río sobre la superficie de erosión ibérica que forma el alto páramo alcarreño, que se asienta fundamentalmente sobre calizas y dolomías mesozoicas, con afloramientos paleógenos. 

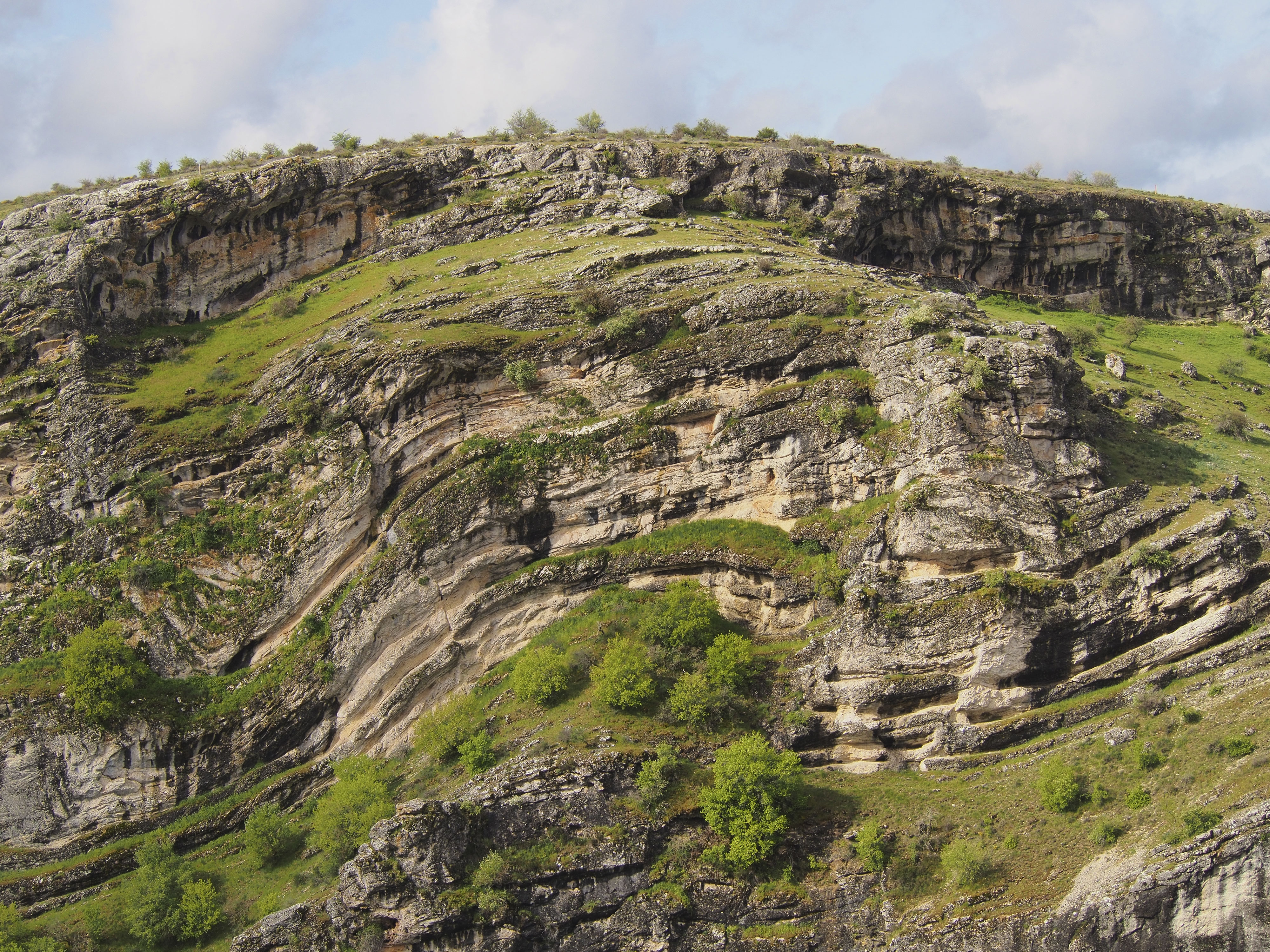
Pliegue en la hoz de Pelegrina

Durante el periodo Cretácico, la zona estuvo frecuentemente cubierta por mares, que depositaron las calizas actuales. Más recientemente, en el Cuaternario, el río ha ido disolviendo las calizas y excavando el cañón actual, originando un maravilloso relieve, de altas parameras recortadas por el cañón del río Dulce y sus afluentes, con formaciones kársticas tales como lapiaces, cuevas, simas, torcas y edificios tobáceos.
Se trata de un valle que, en función de la litología, es abierto y permite la existencia de una pequeña vega cultivada o bien es muy cerrado, con pendientes abruptas y numerosos escarpes.

### Flora

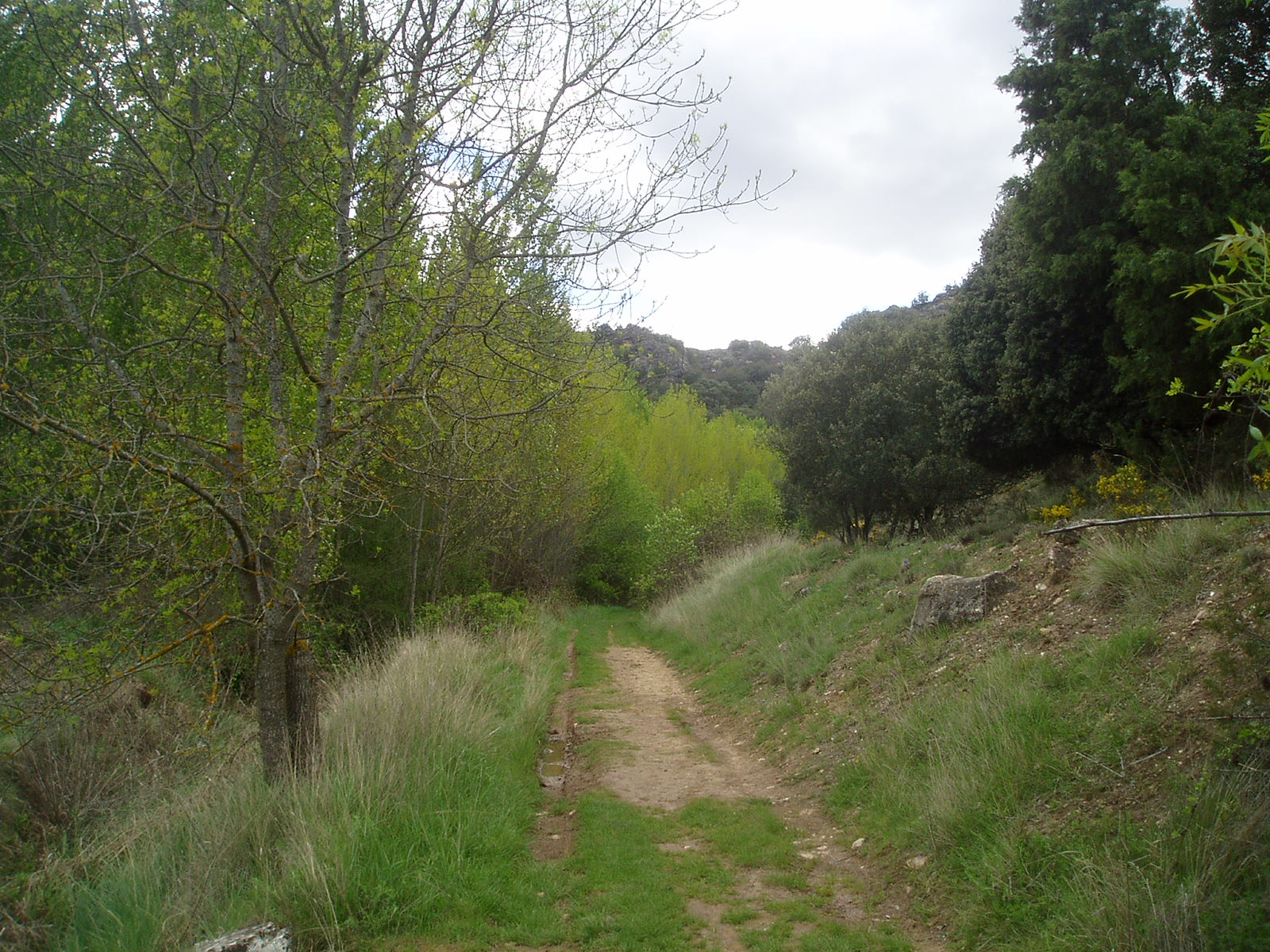
Paraje del parque en el que hay vegetación de ribera por un lado, como chopos o álamos, y formaciones boscosas de encinas y quejigos por otro lado.

Las partes más abruptas del barranco del Dulce poseen una gran diversidad de comunidades vegetales rupícolas o subrupícolas, bien conservadas, entre la que destacan las comunidades calcícolas de paredones. 
El hábitat fluvial se encuentra muy bien conservado, resultando notables las formaciones naturales de galería, formados por álamo, fresno, sauce, chopo del país y arce. Como etapa de sustitución de estas comunidades, aparece un espinar de zarzas y rosales, de gran valor como zona de alimentación y refugio para muchas especies de fauna.
Los bosques de esta zona, compuestos fundamentalmente por encinares y quejigares están bien estructurados y su evolución mejora progresivamente, gracias al abandono de su aprovechamiento para leña. Estos bosques están acompañados por un sabinar aislado y, sobre afloramientos de arenas albenses, rodales de rebollar de gran valor biogeográfico, y enebros en las zonas de escaso suelo.
En la zona de paramera sin arbolado, aparece un matorral de cambronales continentales y en las laderas abruptas y rocosas del cañón matorrales subrupícolas de sabina negral.

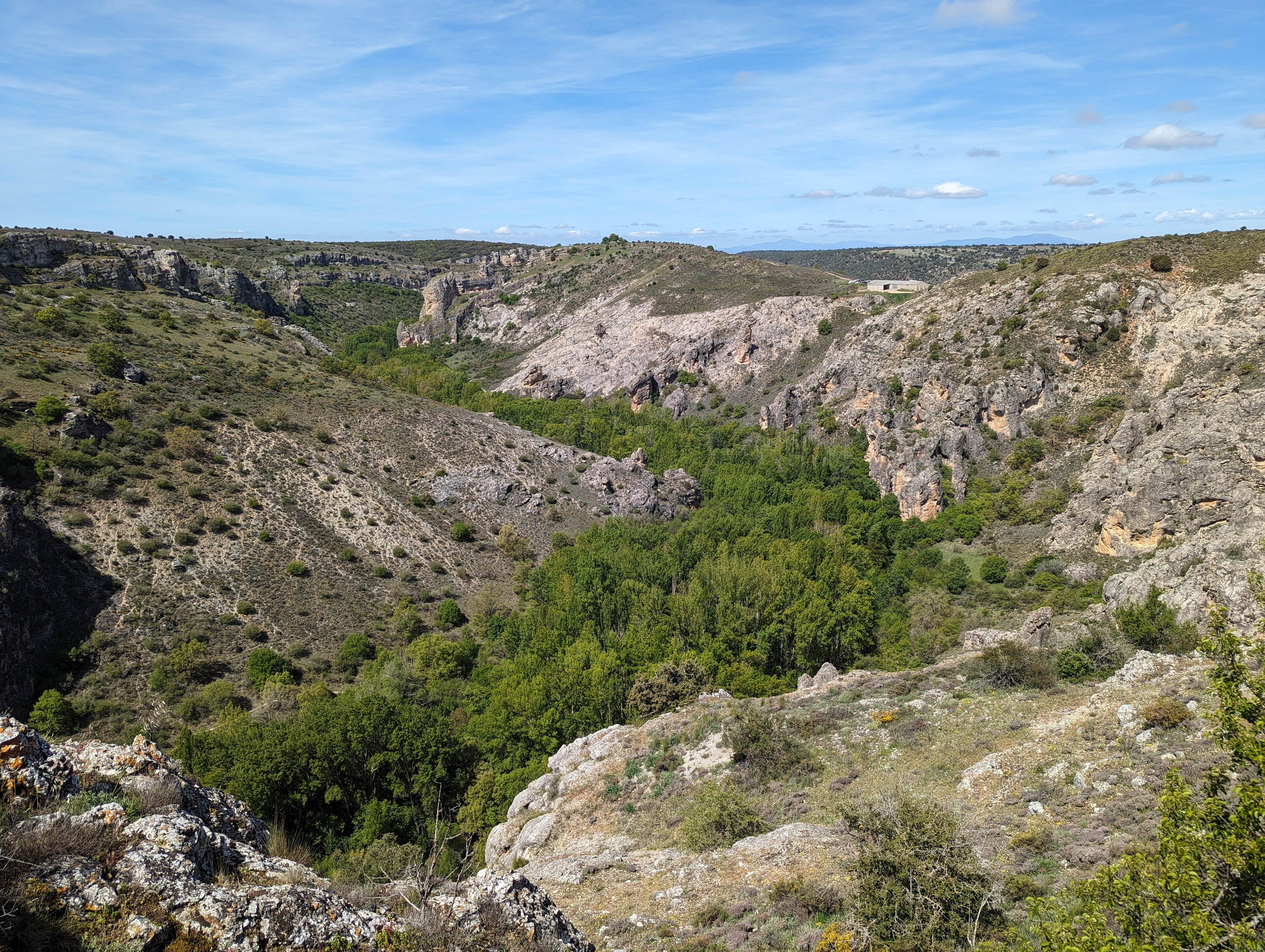
Primavera
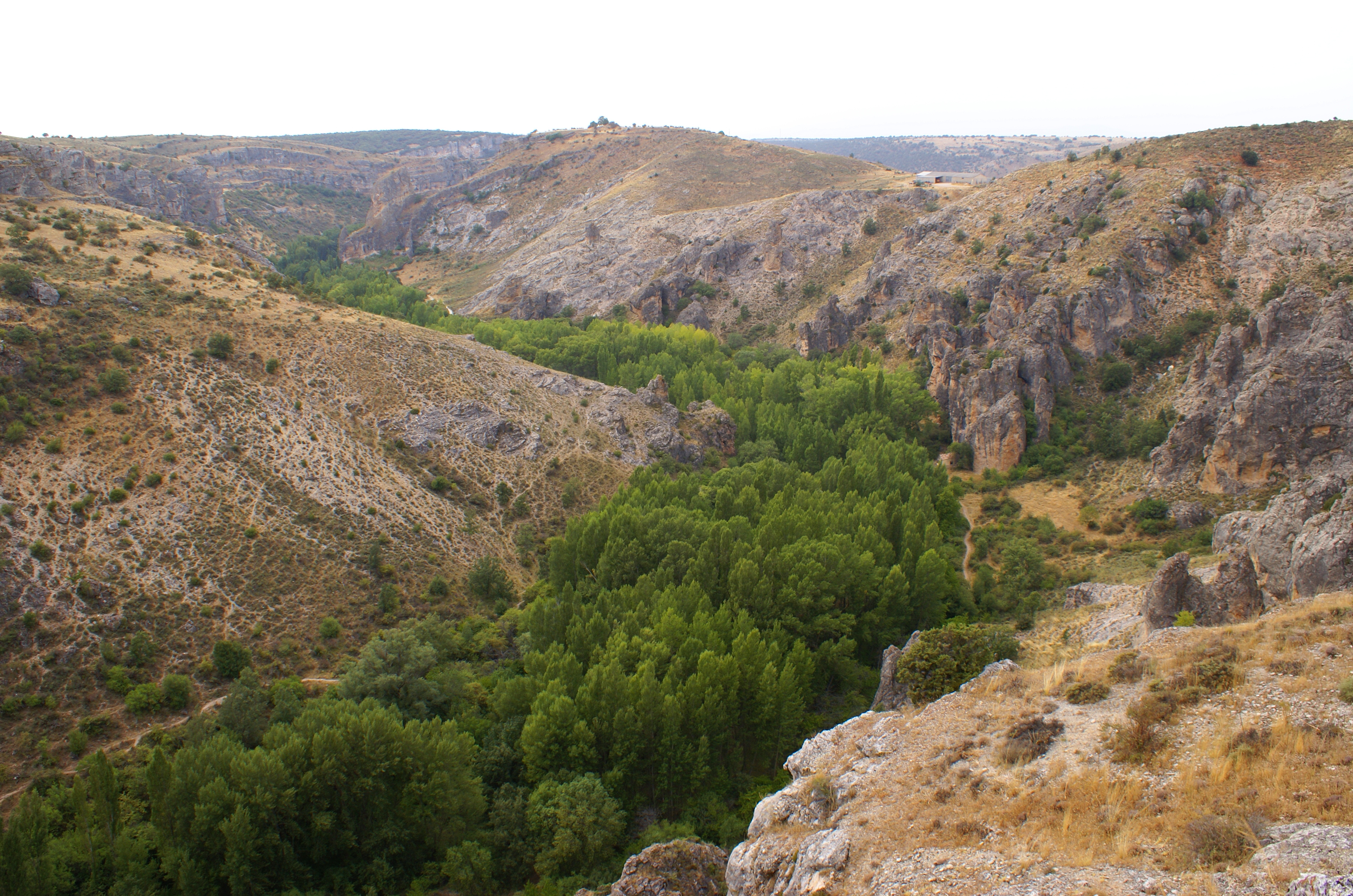
Verano
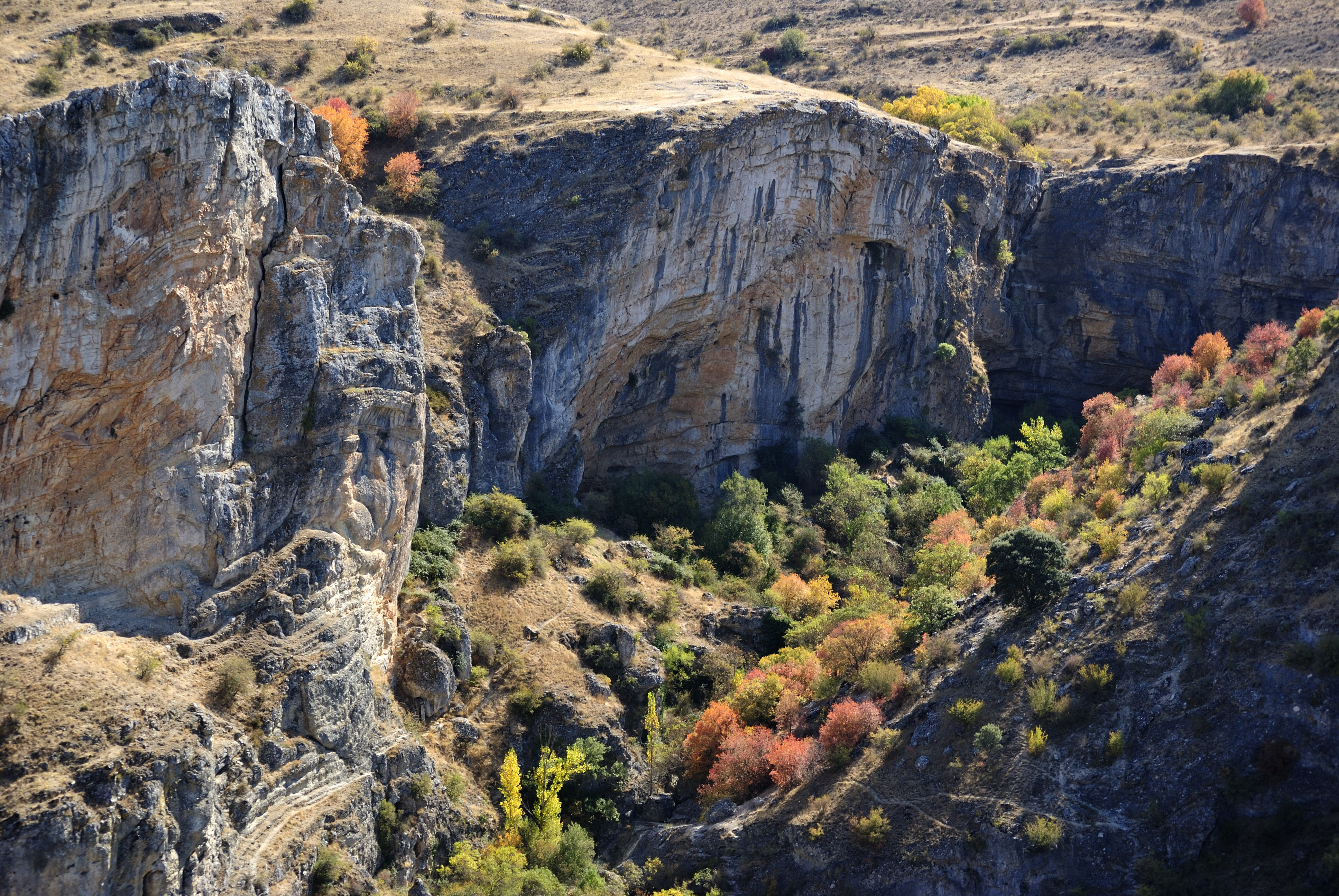
Otoño
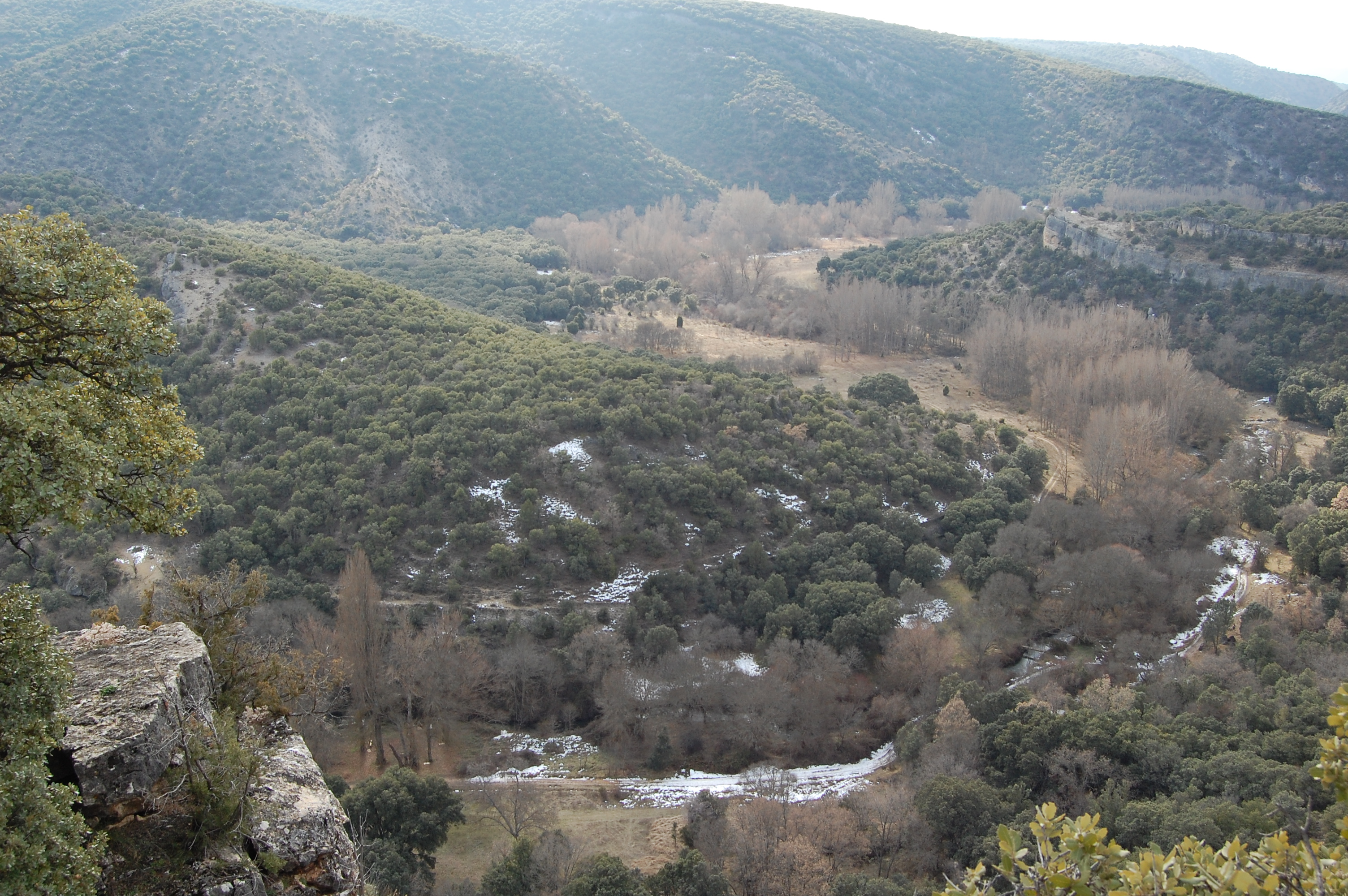
Invierno

### Fauna
En los paredones del parque natural, nidifican abundantes aves como, el vencejo real (Apus melba), avión roquero (Ptyonoprogne rupestris), colirrojo tizón (Phoenicurus ochruros), gorrión chillón (Petronia petronia) y los más raros, roquero solitario (Monticola solitarius) y cuervo (Corvus corax).

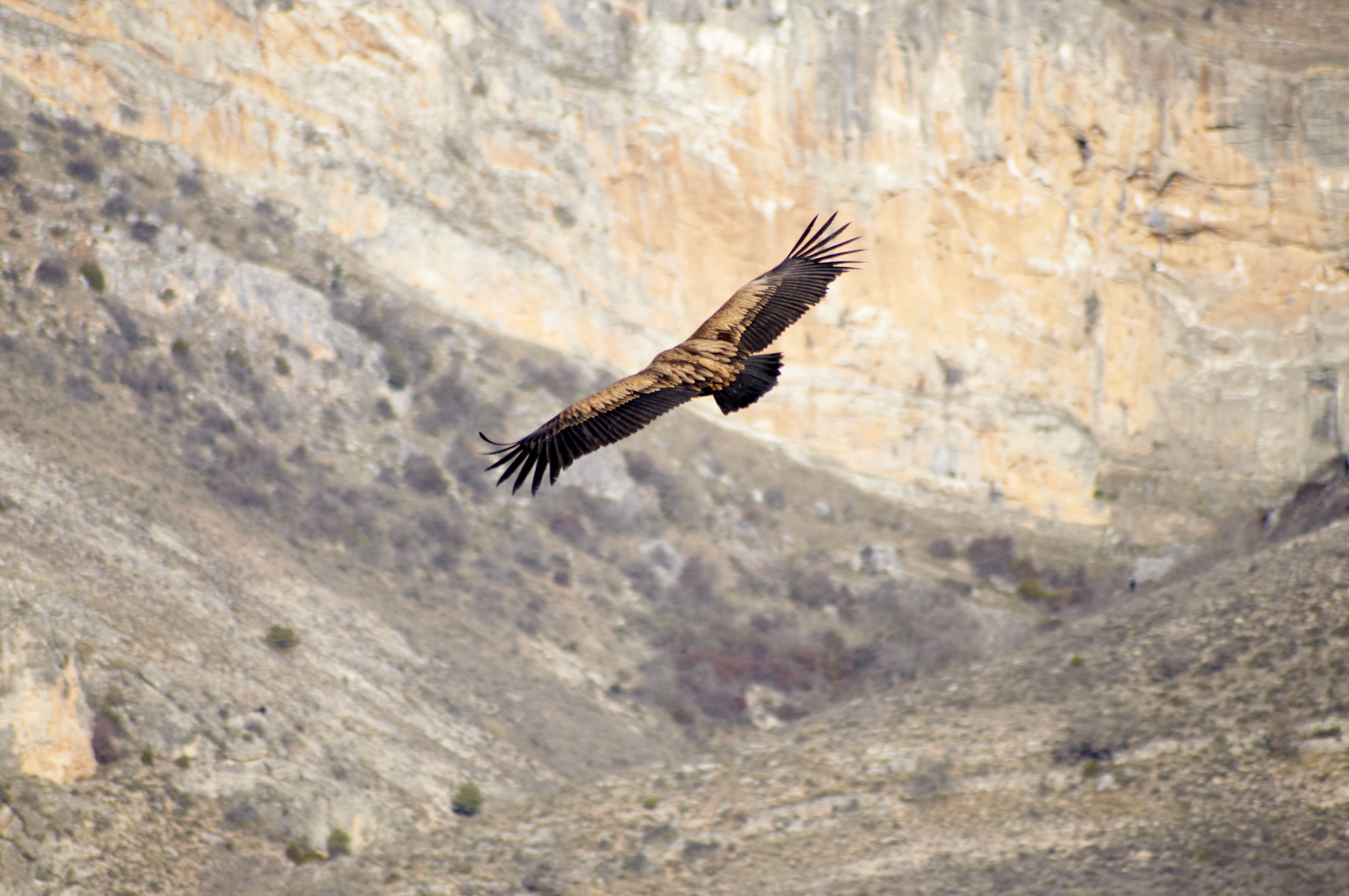
Buitre leonado (Gyps fulvus) en el barranco del río Dulce

Es estos roquedos nidifican una notable comunidad de aves rupícolas, entre las que destacan el buitre leonado, la chova piquirroja (Pyrrhocorax pyrrhocorax), y el alimoche así como la cada vez más escasa águila perdicera (Hieraaetus fasciatus), el búho real (Bubo bubo) o el halcón peregrino (Falco peregrinus).
Descendiendo al ecosistema ripario, encontramos un hábitat importante para la nutria, que se alimenta fundamentalmente de una densa población de trucha común (Salmo trutta), y una población aislada de desmán (Galemys pyrenaicus), de extraordinaria importancia para la especie por la significación como nexo de unión entre su principal área de distribución en el Sistema Central (sierra de Ayllón) con algunas zonas del Sistema Ibérico. El río también es un hábitat idóneo para aves como el mirlo acuático (Cinclus cinclus), la lavandera cascadeña (Motacilla cinerea), el martín pescador y el musgaño de Cabrera (Neomys anomalus).
En los bosques de las parameras se puede encontrar al corzo (Capreolus capreolus), y al jabalí (Sus scrofa), siendo estas zonas boscosas aprovechadas también por el águila calzada (Hieraaetus pennatus), el águila culebrera (Circaetus gallicus) y el azor (Accipiter gentilis).

### Industrias

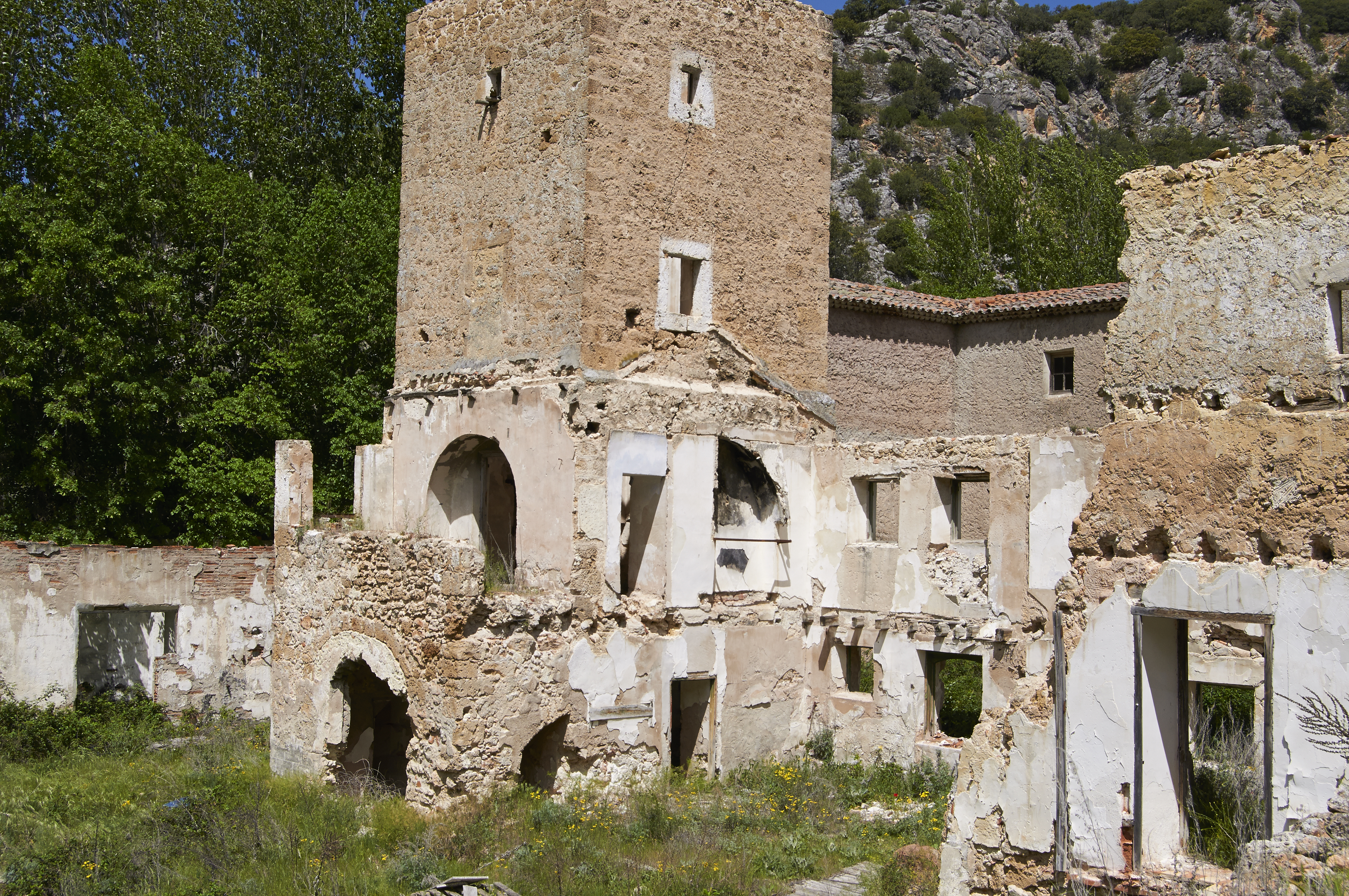
Caserío de los Heros

En el parque natural, se encuentra como ejemplo de arqueología industrial, la antigua fábrica de papel de los Heros entre las localidades de La Cabrera y Aragosa. Fue la primera fábrica de papel-moneda utilizada en España. En 1868 el Banco de España, les contrató para la fabricación del papel de los billetes de 100 escudos. Entre los edificios de la fábrica, existe una pequeña ermita bajo la advocación de San Rafael, patrón de los papeleros. La fábrica estuvo funcionando hasta la década de 1960.

## Recorridos por el parque

### Ruta de Aragosa-La Cabrera-Pelegrina
Con una distancia de 12 km, es una ruta de dificultad baja-media, por un terreno prácticamente llano. Recorre la mayor parte del parque por una pista que discurre junto al río Dulce.

### Ruta de la Hoz de Pelegrina

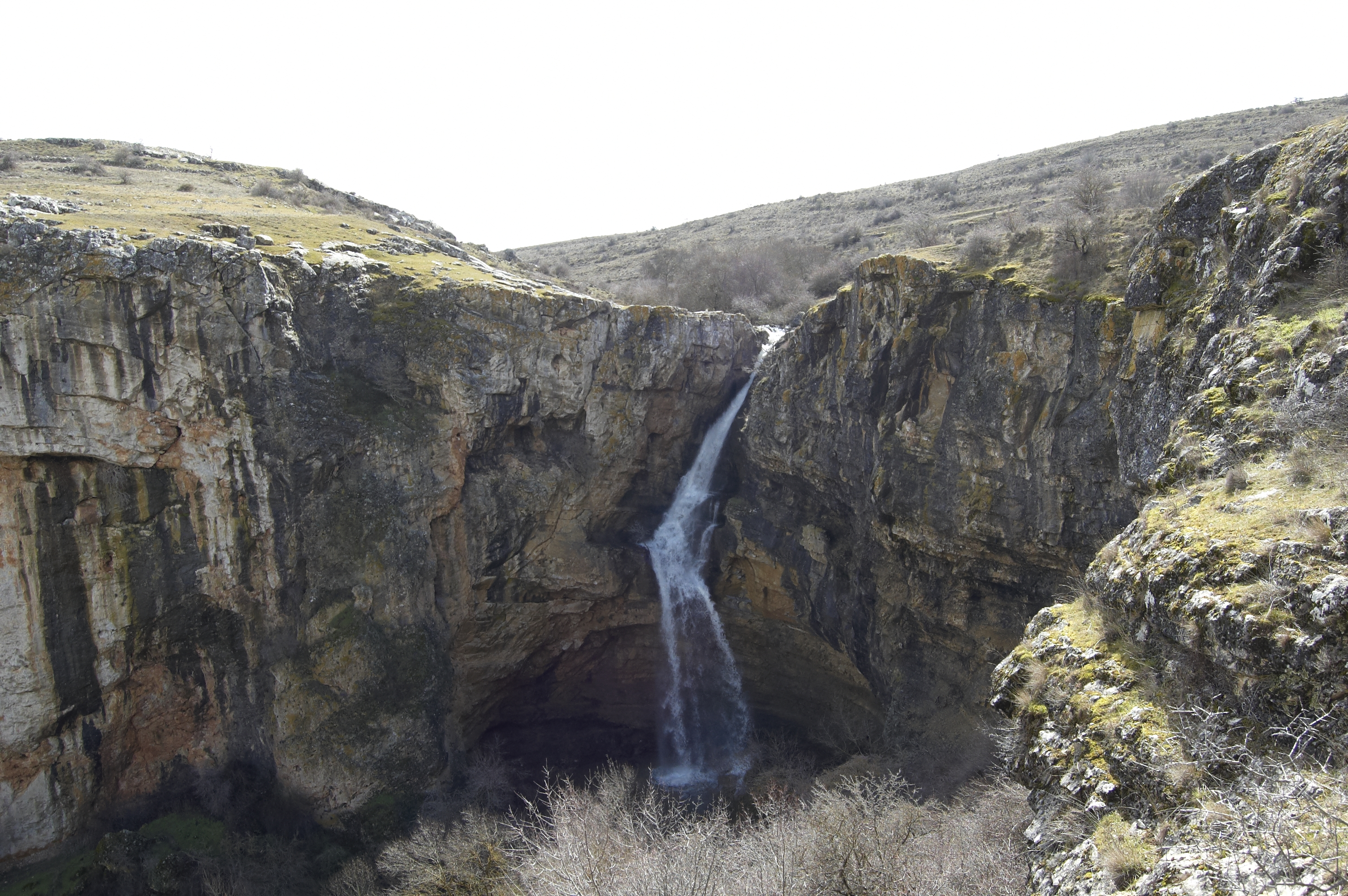
Cascada del Gollorio

Tiene una distancia de 4 km, de dificultad baja-media, aunque existe un desnivel destacable de unos 70 m, de ascenso a Pelegrina. Recorre el paraje más abrupto del parque, la hoz de Pelegrina, descendiendo desde el pueblo hacia el río. Más o menos a 1.5 km de distancia, encontramos la caseta donde Félix Rodríguez de la Fuente guardaba el material de filmación; éste fue uno de sus parajes predilectos y aquí filmó varios de sus documentales. Se puede visitar la cascada del Gollorio, que se domina desde el mirador de Félix Rodríguez de la Fuente, en la carretera GU-118, que va desde Torremocha del Campo hacia Sigüenza. En la cúspide de un alcor, se erige un castillo roquero, en ruinas, de los siglos XI-XII.

### Ruta de Sigüenza a Pelegrina por El Quejigar
Es un camino de 5 km, que comienza en la ciudad medieval de Sigüenza, y acaba en el corazón del parque natural, siguiendo la Ruta del Quijote, atravesando un robledal.

### Ruta para invidentes
Es una ruta lineal de 1.5 km, partiendo del pueblo de La Cabrera, que se dirige por la derecha del río Dulce aguas abajo, y ofrece una serie de elementos interpretativos del medio natural adaptados para invidentes.
Es un clima de alta montaña y continental